# Val de Livre
Val de Livre község Franciaország Grand Est régiójában, Marne megyében. Új községként 2016. január 1-jén jött létre Tauxières-Mutry és Louvois korábbi község egyesítésével.

## Népesség
| Lakosok száma | 633  | 620  | 607  | 603  | 598  | 591  |
|               | 2017 | 2018 | 2019 | 2020 | 2021 | 2022 |